# Ребёнок Розмари
«Ребёнок Розмари» (англ. Rosemary's Baby) — американский психологический фильм ужасов 1968 года, снятый Романом Полански по собственному сценарию. Главные роли исполнили Мия Фэрроу, Джон Кассаветис, Рут Гордон, Сидни Блэкмер, Ральф Беллами и Морис Эванс, фильм стал дебютной работой для Чарлза Гродина. Фильм является экранизацией одноимённого романа Айры Левина (1967). Картина рассказывает о молодой беременной женщине Розмари Вудхаус, которая вместе со своим мужем Гаем живёт в многоквартирном доме на Манхэттене. Розмари начинает подозревать, что её соседи, пожилая пара Кастеветов, являются членами сатанинского культа и они хотят использовать её ребёнка для своих ритуалов.
Хотя действие фильма происходит в Нью-Йорке, основная часть съёмок проходила в Лос-Анджелесе в конце 1967 года. Фильм был выпущен в июне 1968 года компанией Paramount Pictures и имел успех в прокате, собрав в США более 30 миллионов долларов. Картина получила почти всеобщее признание кинокритиков, а также была удостоена множества наград, включая несколько номинаций на премию «Золотой глобус» и две номинации на премию «Оскар». Рут Гордон получила как «Оскар» за лучшую женскую роль второго плана, так и «Золотой глобус» в той же категории. «Ребёнок Розмари» является первым фильмом режиссёра, снятым в Голливуде, и его первой попыткой экранизации литературного произведения. Через 8 лет свет увидел сиквел, снятый Сэмом О’Стином, монтажёром фильма Полански, который не повторил успеха картины.
Фильм входит в так называемую «квартирную трилогию» Полански, состоящую также из фильмов «Отвращение» (1965) и «Жилец» (1976). «Ребёнок Розмари» затрагивает такие темы, как паранойя, христианство и оккультизм. В настоящее время «Ребёнок Розмари» приобрёл культовый статус и считается одним из величайших фильмов ужасов всех времён. В 2014 году Библиотека Конгресса США выбрала картину для сохранения в Национальном реестре фильмов, посчитав её «культурно, исторически или эстетически значимым». По версии Американского института кино данная работа занимает 9-е место в списке 100 самых остросюжетных американских фильмов за 100 лет.

## Сюжет
Актёр театра Гай Вудхаус и его жена Розмари переезжают в «Брэмфорд», большой многоквартирный дом в стиле неоренессанса в Нью-Йорке. Они игнорируют предупреждение своего друга Эдварда Хатчинса, или, как они его называют, Хатча, о тёмном прошлом «Брэмфорда», связанном с колдовством и убийствами.
Розмари знакомится с Терри, молодой наркоманкой на реабилитации, которую приютили их пожилые соседи Минни и Роман Кастеветы. Вскоре Терри по непонятной причине выбрасывается из окна. Гай пытается сблизиться с Кастеветами, но Розмари считает их раздражающими и назойливыми. Минни дарит ей кулон, который ранее носила Терри, в качестве талисмана удачи, говоря, что он содержит «корень танниса».
Некоторое время спустя Кастеветы приглашают пару на ужин, во время которого неодобрительно отзываются о визите в Нью-Йорк папы римского Павла VI. Позже Гай получает главную роль в известной пьесе после того, как исполнитель этой роли по необъяснимым причинам слепнет. Поскольку теперь его актёрская карьера процветает, Гай хочет, чтобы у него и Розмари родился ребёнок. В ночь, когда они планируют зачать его, Минни приносит им шоколадный мусс. Когда Розмари жалуется, что у мусса странный привкус, и не доедает его до конца, Гай критикует её за неблагодарность. Розмари съедает ещё немного, чтобы успокоить мужа, а затем незаметно выбрасывает остатки. Вскоре после этого у неё начинает кружиться голова, она засыпает и видит странное видение. В нём она плывёт на яхте с Гаем, и кто-то с красными глазами насилует её, а полностью обнажённые Кастеветы и другие жильцы «Брэмфорда» наблюдают за этим. Наутро Розмари замечает царапины на спине. Гай объясняет, что он не хотел пропустить «ночь ребёнка» и занимался с ней сексом, пока она была без сознания.
Вскоре Розмари узнаёт, что беременна и должна родить в следующем июне (в 6 месяце 1966 года). По совету подруги Розмари хочет наблюдаться у доктора Хилла, однако Минни настаивает на докторе Сапирштейне, известном акушере. В течение первого триместра Розмари страдает от сильных болей в животе и теряет вес, а также начинает есть сырое мясо и пить по рекомендации Сапирштейна отвары Минни вместо витаминов, прописанных доктором Хиллом. К Рождеству измождённая внешность Розмари настораживает её друзей, а также Хатча, занимающегося исследованием истории «Брэмфорда». Во время встречи с Розмари и Гаем Хатч теряет свою перчатку. Он назначает Розмари встречу на следующий день, но не приходит на неё, так как впадает в загадочную кому. Розмари, не в силах терпеть боль, настаивает на встрече с доктором Хиллом, в то время как Гай возражает, говоря, что доктор Сапирштейн будет оскорблён. Пока они спорят, боли внезапно прекращаются. Розмари чувствует, как ребёнок шевелится.
Наступает лето. Близится день родов, и Вудхаусы покупают все нужные детские вещи. Неожиданно подруга Хатча сообщает Розмари по телефону, что он умер, и Розмари приезжает на его похороны. Перед смертью он ненадолго пришёл в сознание и просил передать Розмари книгу о колдовстве и сатанизме вместе с загадочным сообщением: «Имя — анаграмма». Изучив её, Розмари в конце концов приходит к выводу, что Роман Кастевет — это анаграмма Стивена Маркато, сына известного сатаниста Адриана, который жил в «Брэмфорде» в начале XX века. Она подозревает, что Кастеветы и доктор Сапирштейн — участники сатанинского культа, имеющие зловещие намерения в отношении её ребёнка. Гай обесценивает это рассуждение и позже выбрасывает книгу, расстраивая Розмари и заставляя её начать подозревать, что он заодно с ними. Узнав из новой, купленной ею книги о тёмной магии, что на жертву можно навести проклятие через её личную вещь, она звонит актёру, который внезапно потерял зрение и роль которого в итоге досталась Гаю; выясняется, что они с Гаем обменивались галстуками. В ужасе она собирает вещи, берёт деньги и едет к Сапирштейну, но, услышав от медсестры, что он носит такой же амулет, как и тот, что ей подарила Минни, Розмари уходит из приёмной.
Розмари обращается за помощью к доктору Хиллу, рассказывая ему о всех своих предположениях о заговоре сатанистов и прося положить её в больницу. Тот соглашается, но, предполагая, что она может заблуждаться, созванивается с Сапирштейном, и он приезжает вместе с Гаем, чтобы отвезти её домой. По возвращении Розмари отвлекает их, запирается в квартире и звонит подруге, но те каким-то образом проникают внутрь и удерживают её. Доктор Сапирштейн делает истерящей Розмари укол успокоительного. Она начинает рожать.
Когда Розмари приходит в себя, ей говорят, что ребёнок оказался мертворождённым, но муж успокаивает её тем, что он преуспел в актёрской карьере и сможет сниматься у крупных кинокомпаний. Выздоровев, она замечает, что её сцеженное грудное молоко сохраняется. Она перестаёт принимать прописанные ей таблетки и становится менее вялой. После того, как Розмари как-то раз слышит плач младенца, Гай говорит, что в здание переехали новые жильцы с ребёнком.
Полагая, что её ребёнок жив, Розмари, вооружившись кухонным ножом, обнаруживает в шкафу потайную дверь, ведущую в квартиру Минни и Романа. Кастеветы, Гай, доктор Сапирштейн и другие члены секты собираются вокруг колыбели, задрапированной чёрным, с нависшим над ней перевёрнутым распятием. Заглянув внутрь, Розмари в ужасе требует объяснить, что не так с глазами малыша. Ей отвечают, что он похож на своего отца. Роман объявляет, что ребёнок, Адриан, — сын Сатаны, что Бог умер, и настал первый год новой эры. Он убеждает Розмари стать ребёнку матерью, обещая, что ей не придётся вступать в культ, но она, обезумев от горя, ничего не слушает. Когда Гай пытается её успокоить, говоря, что они будут вознаграждены и смогут зачать собственного ребёнка, Розмари плюёт ему в лицо. Однако, услышав крики младенца, она поддаётся материнскому инстинкту и осторожно раскачивает колыбель, улыбаясь сыну.

## Над фильмом работали

### Актёрский состав
| Актёр             | Роль                                      |
| ----------------- | ----------------------------------------- |
| Миа Фэрроу        | Розмари Вудхаус                           |
| Джон Кассаветис   | Гай Вудхаус, муж Розмари                  |
| Ральф Беллами     | доктор Абрахам Сапирстейн                 |
| Рут Гордон        | Минни Кастевет                            |
| Сидни Блэкмер     | Роман Кастевет, муж Минни                 |
| Морис Эванс       | Эдвард «Хатч» Хатчинс, друг Розмари и Гая |
| Элиша Кук-младший | мистер Никлас                             |
| Пэтси Келли       | Лора-Луиз                                 |
| Чарлз Гродин      | доктор Хилл                               |
| Виктория Ветри    | Терри Гионоффрио, соседка Гая и Розмари   |
| Уильям Касл       | мужчина, стоящий у телефонной будки       |
| Тони Кёртис       | Дональд Бомгарт, актёр (голос)            |
| Эммалин Генри     | Элиз Данстон, подруга Розмари             |
| Ханна Лэнди       | Грейс Кардифф, подруга Хатча              |
| Хоуп Саммерс      | миссис Гилмор                             |
| Мэрианн Гордон    | подруга Розмари                           |
| Уэнди Вагнер      | подруга Розмари                           |
| Кэрол Брюстер     | Клодия Комфорт                            |

### Съёмочная группа
| Режиссёр                               | Роман Полански         |
| Продюсер                               | Уильям Касл            |
| Помощник продюсера                     | Дона Холлоуэй          |
| Сценарист                              | Роман Полански         |
| Оператор                               | Уильям Фрейкер         |
| Помощник режиссера                     | Дэниел Макколи         |
| Второй помощник режиссера              | Джин Марум             |
| Управляющий производством              | Уильям Дэвидсон        |
| Второй оператор                        | Майкл П. Джойс         |
| Светотехник                            | Стив Бертлз            |
| Фотокорреспондент                      | Роберт Уиллоуби        |
| Мастер по визуальным эффектам          | Фарсио Эдуар [англ.]   |
| Монтажёры                              | Сэм О’Стин, Боб Вайман |
| Художник-постановщик                   | Ричард Силберт         |
| Художественное оформление              | Джоэл Шиллер           |
| Декоратор                              | Роберт Нельсон         |
| Парикмахер, автор причесок Мии Фэрроу  | Сидней Гиларов         |
| Парикмахер Мии Фэрроу                  | Видал Сассун           |
| Визажист                               | Аллан Снайдер          |
| Парикмахер                             | Шери Уилсон            |
| Дизайнер костюмов                      | Антея Силберт          |
| Звукорежиссёр                          | Харольд Льюис          |
| Тренер по ведению диалога              | Хоук Кох               |
| Помощник режиссёра по сценарию         | Луанна С. Пул          |
| Дублёрша Мии Фэрроу в сценах обнажения | Линда Брюэртон         |
| Композитор                             | Кшиштоф Комеда         |

## Производство

### Контекст времени
В начале 1960-х годов общественность, критики, сами кинематографисты считали, что кинобизнес находится в упадке. В 1959 году Джон Кассаветис даже написал статью под названием «Что не так с Голливудом?», она начиналась со слов «Голливуд не проваливается. Он провалился». В то время в Голливуде был нарушен цензурный консенсус, новые фильмы нарушали старые табу, они разрешали сквернословие, всё более откровенно изображали секс и насилие и были готовы отказаться от устоявшихся традиций связности повествования. В одном из интервью Полански сказал, что это была гибель «хичкоковской аудитории». В то же время многие начали осуждать массово появившееся насилие в кино. В 1967 году президент Линдон Джонсон приказал создать Национальную комиссию по непристойности и порнографии, призванную исследовать ослабление стандартов. Формировались группы, целью которых было цензурирование сценариев, чтобы уменьшить количество сцен насилия. Однако давление в сторону усиления цензуры парировалось призывами в адрес Голливуда перенять зрелость и актуальность европейского кино, из которого, собственно, и пришёл в Голливуд Роман Полански. В конце 1968 года Американская ассоциация кинокомпаний ввела систему рейтингов, призванную обойти прямую цензуру и смягчить опасения по поводу содержания фильмов.
Этот новый дух в кино возник после периода спада в американской киноиндустрии. Количество выпускаемых фильмов сократилось с 332 в 1952 году до всего лишь 143 в 1963 году, что стало наименьшим показателем для голливудского кинопроизводства. Сократилось и количество кинотеатров — с 18 тысяч в конце Второй мировой войны до 12 тысяч в 1962 году, хотя им на смену пришло около 5 тысяч автокинотеатров. Фильмы, которые снимал Голливуд, выглядели устаревшими и не отвечали интересам американской молодёжи. С конца 1950-х и до 1960-х годов средний возраст кинозрителей неуклонно рос. Сформировался молодёжный рынок, на который мейнстримные фильмы уже не производили впечатления. Отчасти новое насилие и новая сексуальная откровенность были вызваны желанием увеличить кассовые сборы, и это было как раз то, чего не было на телевидении.

### Роман Айры Левина
Айра Левин был одним из «самых успешных американских писателей фантастов послевоенного времени». Его книги экранизировались как до, так и после выхода фильма Полански. Одним из ключевых мотивов в творчестве Левина был «демонтаж видимого мира», чтобы обнажить скрытые под ним заговоры. Ключевые книги автора вышли в тот период, когда у всей Америки были на слуху убийство Кеннеди, Уотергейтский скандал и документы Пентагона. Розмари в его романе 1967 года тоже была жертвой заговора. Его история затрагивала чувство смятения 1960-х годов по поводу брака и жизни американской домохозяйки. По слухам, роман «Ребёнок Розмари» изначально задумывался автором как бестселлер. Книга была опубликована 12 марта 1967 года и к июню 1968 года было продано уже 2,3 миллиона экземпляров.

### Покупка прав на экранизацию
Уильям Касл родился в 1914 году, его мама умерла, когда ему было десять лет, отец — когда ему было одиннадцать, после чего он уехал жить к своей старшей сестре в Нью-Йорк. Там Уильям стал работать на сцене, подружился с Белой Лугоши и выполнял обязанности менеджера сцены в гастрольном спектакле «Дракула». В возрасте двадцати пяти лет он унаследовал 10 тысяч долларов и с этого момента продолжил карьеру в киноиндустрии уже в качестве режиссёра фильмов ужасов. Также он прославился необычными рекламными компаниями своих фильмов, даже из показа фильма в кинотеатре он старался сделать шоу. Например, прямо в зале над головами зрителей летали скелеты, кресла в кинотеатрах тряслись и через них проходили слабые электрические разряды, нанимались специальные люди, которые в определённый момент падали в обморок или громко ругались на кассе, пытаясь вернуть деньги за сеанс из-за сильного испуга при просмотре. В 1967 году он говорил, что «фильмы ужасов достигли своего дна». Именно тогда он получил типографские гранки нового романа Левина «Ребёнок Розмари». Касл знал, что Альфред Хичкок первым прочитал эти гранки, но отказался от фильма. Франсуа Трюффо позже утверждал, что изначально Хичкоку предложили стать режиссёром фильма, но он отказался. Агент Левина, Марвин Бирдт, предложил права на экранизацию за 100 тысяч долларов, а также ещё 50 тысяч долларов, если книга станет бестселлером, и 5 процентов от чистой прибыли. Сделка была заключена. Касл теперь задавался вопросом, как ему собрать деньги. Тогда он узнал про Роберта Эванса из Paramount Pictures.
Роберт Эванс, будущий руководитель Paramount Pictures, начинал свою карьеру как актёр. Его карьере помогла раскрыться Норма Ширер, которая считала его живым воплощением своего покойного мужа Ирвинга Тальберга, и благодаря этому Эванс даже сыграл его в биографическом фильме «Человек с тысячью лиц» (1957). Затем он снялся в фильме «И восходит солнце» (1957), но после этих ранних успехов он так и не получил большой популярности и вернулся без денег в семейный бизнес по пошиву одежды в Нью-Йорке. В 1964 году бизнес был продан за 2 миллиона долларов, и, получив свою долю, Эванс стал независимым кинопродюсером. Однажды ему неожиданно позвонил Чарли Блудорн, глава конгломерата Gulf and Western Industries, который в результате сделки по поглощению унаследовал практически обанкротившуюся Paramount Studios. Блудорн, прочитав газетный очерк об Эвансе, передал ему полное руководство творческой стороной студии, и осенью 1967 года Эванс занял место руководителя студии. Касл пришёл к Эвансу с предложением по поводу экранизации романа. Бернард Донненфельд, деловой партнёр Эванса, организовал встречу Касла с Чарльзом Блудорном. Касл хотел получить финансовую поддержку, но также планировал стать режиссёром. Это не устраивало Эванса, и, по его словам, он уговорил Касла выступить в качестве продюсера. Пока они договаривались о сделке с Каслом, у Эванса уже был на примете Роман Полански.
Эванс поручил своим секретарям связаться с Полански, который направлялся в Лос-Анджелес для переговоров о сценарии «Скоростного спуска», фильма об американском лыжнике (Полански сам увлекался горными лыжами). Сценарий «Скоростного спуска» был просто уловкой, чтобы заманить режиссёра. Эванс решил, что он может не привлечь Полански предложением очередного фильма ужасов, не зная, что в тот момент Роман был готов взяться за любой вариант. Полански боялся, что после провала «Бала вампиров» на американском рынке у него больше не будет шанса поработать с крупной студией. Его собеседование с Эвансом началось как монолог, в котором Роман несколько рискованно поведал о своих недавних неудачах при работе с продюсером Мартином Рансоховом и MGM. Эванс нетерпеливо перевёл тему на основную причину приглашения. У них были гранки романа Айры Левина «Ребёнок Розмари», которые они хотели дать ему прочесть. В случае, если бы Полански понравился роман, они попросили бы его написать сценарий и стать режиссёром. В первую встречу разговора о деньгах не шло — сначала Эванс хотел узнать реакцию Полански на книгу. После встречи Полански пошёл в отель «Беверли Хиллз» и из любопытства начал читать книгу. Он читал роман до четырёх часов ночи. На следующее утро Роман встретился с Эвансом и сказал, что согласен. Захваченный стилем романа, он сразу же начал в голове визуализировать фильм.
Чарли Блудорн, который любил разбираться в предварительной работе, был удивлён тем, что Эванс рекламировал «Ребёнка Розмари» как один из фильмов Paramount в предстоящем сезоне, и усомнился в правильности идеи передать бюджет в 2 миллиона долларов в руки режиссёра, «чей английский был ещё несовершенен» и который ещё не показал успешный коммерческий результат. Блудорн вызвал Касла и предложил ему 250 тысяч долларов за права на книгу и за то, чтобы он выступил в качестве продюсера фильма, плюс процент от валовой прибыли. Видимо, предложение не было принято, но Касл сам захотел встретиться с Полански. Их встреча началась не лучшим образом. Полански постоянно смотрел на себя в большое зеркало на стене. Он говорил быстро, едва переводя дыхание, на языке, совершенно чуждом для продюсера-ветерана Касла. Полански говорил по-английски хорошо, но слова казались вырванными из контекста, а Касла отталкивал его «отрывистый стиль и блуждающий ум»: Полански невнятно произносил окончания слов и ключевые слова в предложениях. Несмотря на это, Касл был «покорён». После переговоров на фильм было выделено 1,9 миллиона долларов, 150 тысяч из которых должны были достаться Полански за написание сценария и режиссуру. «Ребёнок Розмари» представлял для Полански шанс проявить себя в Голливуде — «месте, которое больше принадлежало моим мечтам, чем моей реальности», как он сам говорил. Впервые в жизни ему пришлось обзавестись агентом и проверять документы у юристов, что было правилом для всех контрактников Paramount.

### Сценарий
Полански улетел обратно в Лондон, оставив невесту Шэрон Тейт в Лос-Анджелесе, чтобы она подыскала дом, который они могли бы снять после его возвращения. Он хотел покоя и уединения и писал сценарий в маленьком кабинете на верхнем этаже своего дома, куда можно было попасть по винтовой лестнице. Он «перечитал книгу — магия всё ещё сохранялась, — вычеркнул карандашом не относящиеся к делу отрывки и продиктовал предварительный концепт проекта секретарю нашей Cadre Films». Первый вариант был объёмом 260—270 страниц. Были сделаны сокращения. Работа шла быстро, и готовый вариант для William Castle Enterprises, датированный 24 июля 1967 года, состоял из 167 страниц. На всё это у него ушло примерно три недели. Он тщательно проработал сценарий по образцу оригинального романа и включил в него значительную часть диалогов и деталей непосредственно из романа. Как сказано в рецензии в The Times, «Полански решил следовать книге строка за строкой, шаг за шагом. Каждая фраза, каждое описание выражения лица или жеста отражено в точности». Полански не рисовал раскадровку фильма, но сделал описание кадров в письменном виде. При создании фильма он придерживался романа, но не особенно сотрудничал с Левином; они говорили по телефону, а встретились позже. Левин вспоминал об этом так: «Он звонил мне несколько раз, что было очень не по-голливудски. Его вопросы никогда не были общими, только конкретными — например, Роман хотел знать, какой номер The New Yorker читал Гай, когда увидел рекламу рубашки. Я не знал ответа». Завершив работу над сценарием, он пошёл на вечеринку продюсера Виктора Лоунса, провёл там ночь и утром улетел первым классом обратно в Лос-Анджелес, чтобы предоставить сценарий. Роберт Эванс уже ждал сценарий и сразу же прочитал его. По его словам, он был слишком длинным, но он чувствовал, что Роман проделал отличную писательскую работу и они могут немедленно приступить к кастингу. Полански говорил: «Что меня привлекло в Розмари — так это саспенс», имея в виду, что как только Розмари забеременела, невидимые часы начинают отсчёт. Присутствие этих часов «создаёт гнетущую, зачарованную тишину, а сам ребёнок — девятимесячную бомбу замедленного действия, готовящуюся к взрыву», писал Майкл Ньютон, автор книги о создании фильма.

### Кастинг
Кастинг на фильм «Ребёнок Розмари» начался в конце лета 1967 года в Лос-Анджелесе, штат Калифорния. Полански первоначально представлял себе Розмари как девушку крепкого телосложения и хотел, чтобы эту роль сыграла Тьюсдей Уэлд, которая была подругой его невесты Шэрон Тейт. Уэлд как раз соответствовала образу Розмари, созданному Левином. Кроме того, на роль рассматривались кандидатуры Джейн Фонды, Патти Дьюк и Голди Хоун.
Поскольку книга ещё не достигла статуса бестселлера, Эванс не был уверен, что одно только название гарантирует аудиторию фильму, и считал, что на главную роль нужно более крупное имя. Миа Фэрроу, сыгравшая роль второго плана в фильме «Пушки при Батаси» (1964), не имела достаточной популярности, чтобы обеспечить кассовый успех фильму, однако она получила широкую известность благодаря роли Элисон Маккензи в популярном телесериале «Пейтон-Плейс» и браку с известным певцом Фрэнком Синатрой. Полански просмотрел несколько эпизодов «Пейтон-Плейс» и был восхищён лёгкой и тоскливой внешностью Фэрроу, которая, по его мнению, идеально подходила для роли Розмари. Полански пригласил Фэрроу на прослушивание, после которого окончательно убедился, что хочет видеть именно её. У них были похожие мысли и взгляды, они оба были «немного сумасшедшими», — заметил Ричард Силберт, друг Полански, которого он нанял в качестве художника-постановщика для «Ребёнка Розмари». Сценарий также понравился Миа, которая, несмотря на строгое католическое воспитание, испытывала интерес к духовному и паранормальному. Ричард Силберт вспоминал, что однажды вечером присутствовал на ужине, когда Синатра и Миа спорили о картине. К концу вечера Синатра практически заявил, что если она согласится на роль в «Ребёнке Розмари», то это будет означать, что она не учитывает его мнение. В итоге она согласилась на роль, и её согласие возмутило Синатру, который требовал, чтобы она отказалась от независимой карьеры, когда они поженятся. Во время подготовки к роли Фэрроу много общалась с беременными, наблюдала за их походкой и тем, как у женщин в это время меняются движения.
На роль Гая Вудхауса первоначально рассматривалась кандидатура Джека Николсона, который был другом Эванса. Полански не был в нём уверен. Он устроил Николсону пробы и в результате решил, что тот слишком зловещ для этой роли и определённо малоизвестен. Актёр Лоуренс Харви просил для себя эту роль. Полански также рассматривал кандидатуру фотографа Питера Бирда. Ему нужна была крупная молодая звезда, и позже личным выбором режиссёра стал его друг Уоррен Битти, которому он послал копию сценария. Но Битти, как подтвердила Лесли Карон, отказывался практически от всего в то время. Хоть роль его и заинтересовала, он отказался и от неё. Тогда он был полностью погружён в работу над фильмом «Бонни и Клайд» (1967). Далее Полански обратился к Роберту Редфорду, который за последние два-три года добился больших успехов и в то время снимался с Джейн Фондой в фильме «Босиком по парку». Эванс согласился, и Полански позвонил Редфорду и договорился о встрече, не зная что Paramount была вовлечена в борьбу с Редфордом после того, как он отказался от участия в вестерне под названием «Блю». Редфорд посчитал, что фильм провалится, и в последнюю минуту вместо него был нанят Теренс Стэмп. Paramount хотела получить какую-то компенсацию, и когда юридические работники узнали о его встрече с Полански, они ворвались и вручили Редфорду судебный иск о нарушении контракта. Так Редфорд выбыл из проекта.
Джон Кассаветис предложил себя на эту роль сам. Многие считали, что Кассаветис не подходит на роль «мужа-американца»; он с самого начала выглядел слишком нечестным и изворотливым. Левин разделял эти сомнения: «У меня были некоторые вопросы по поводу Джона Кассаветиса, только потому, что он настолько дьявольски выглядел, что вы его подозреваете. Он был в порядке, но я думаю, что он немного выдавал себя, просто блеском в глазах». В конце концов именно Полански выбрал Кассаветиса, так как основные претенденты Редфорд и Битти были исключены. Полански познакомился с ним в Лондоне и считал его «умным» актёром. Эванс выразил сомнения, когда Полански рекомендовал его на роль, сказав, что он слишком «тяжёлый» и известен тем, что создаёт неприятности на съёмочной площадке. Режиссёр не принял это во внимание и посчитал, что тот справится с ролью на отлично. На тот момент Кассаветис был самым громким именем в проекте.
На роли Романа и Минни Кастевет взяли театральных актёров Сидни Блэкмера и Рут Гордон, хотя изначально Полански планировал позвать Альфреда Ланта и Джоан Фонтейн. Однако во время одного из обедов Касл столкнулся с Блэкмером и в итоге пригласил его на роль. Блэкмер был представителем старой гвардии Голливуда и много раз играл Теодора Рузвельта в театре; он привнёс что-то от этой харизмы и самообладания в образ властного Романа Кастевета. Рут Гордон значительно отличалась от описания Минни в книге: писатель видел в ней «крупную женщину». Однако Левин, как и Полански, был убеждён, что, несмотря на невысокий рост, «Рут в итоге оказалась необычайно эффектна в роли маленькой, похожей на птицу, эдакой квинтэссенциальной жительницы Нью-Йорка». Фэрроу и Рут Гордон были хорошо знакомы. Гордон и её муж Гарсон Канин были друзьями Синатры; эта пара даже присутствовала на свадьбе Фэрроу и Синатры.
На роль доктора Абрахама Сапирстейна был приглашён Ральф Беллами, также в основном сценический актёр. Полански хотел пригласить на роли членов шабаша голливудских старожилов, но не знал ни одного из них по имени. Художнику Paramount он описал, как представляет себе каждого персонажа, и эти эскизы помогли кастинг-директору Хойту Бауэрсу подобрать актёров. В итоге актёрский состав был очень похож на рисунки Полански. Среди них были Пэтси Келли, Элиша Кук-младший, Фил Лидс и Хоуп Саммерс. Когда Розмари звонит Дональду Бомгарту, актёру, который по сюжету ослеп и был заменён Гаем, в трубке раздаётся голос Тони Кёртиса. Фэрроу, которой не сказали, кто будет читать реплики Бомгарта, узнала голос, но не смогла определить, кому именно он принадлежит. Лёгкое замешательство, которое она демонстрирует на протяжении всего разговора, было именно тем, что Полански надеялся передать, не раскрывая личность Кёртиса заранее.
Во время сцены разговора Розмари с доктором Хиллом рядом с телефонной будкой стоит сам Уильям Касл.

### Съёмочная группа
Когда дело дошло до съёмочной группы фильма, Полански уже чётко знал, что художником-постановщиком будет Ричард Силберт. Он даже поделился с Силбертом гранками романа, прежде чем приступить к его адаптации. Полански уже встречался с ним в Лондоне и восхищался его работой в качестве художника-постановщика в фильме Элиа Казана «Куколка» (1956). Полански был рад работать с ним, потому что, как он говорил «настоящей звездой картины будет нью-йоркская квартира, куда Розмари и Гай переедут жить». В 1967 году Силберт ещё заканчивал работу над фильмом Майка Николса «Выпускник» в Калифорнии, а в Нью-Йорке уже разведывал места для съёмок «Ребёнка Розмари». По рекомендации Силберта костюмы для фильма создавала его невестка Антея Силберт. Операторами были Уильям А. Фрейкер, в будущем шестикратный номинант премии «Оскар», и Дэвид Уолш. По предложению Силберта, вместо того, чтобы прибегнуть к услугам одного из монтажёров Касла, фильм монтировали Сэм О’Стин и его ассистент Боб Вайман.

### Съёмки
В качестве основного места действия, дома «Брэмфорд», куда переехали Гай и Розмари, был выбран отель «Дакота», расположенный на пересечении 72-й улицы и Сентрал-Парк-Вест. В этом доме в разное время жили Лорен Бэколл вместе с Джейсоном Робардсом, Бэколл в нём же и умерла в возрасте 89 лет. На верхнем этаже жил Борис Карлофф, а позже Джон Леннон, который в 1980 году был застрелен на пороге дома.
Полански и Силберт провели тридцать дней за проработкой сценария в доме режиссёра на калифорнийском побережье. В студии Paramount Силберт занялся изготовлением декораций квартир Вудхаузов и Кастеветов. Стены всех комнат крепились с помощью специальных защёлок и могли в любой момент раздвигаться, чтобы там могли пройти камеры. Чтобы имитировать пропорции «Дакоты», стены на съёмочной площадке были высотой от 18 до 20 футов. Окна выходили на задний план, где был изображён вид центрального парка. Чтобы передать смену времени суток, Силберт и кинооператор Уильям Фрейкер использовали различное освещение. Квартира Вудхаусов выглядела образцом стиля и противопоставлялась квартире Кастеветов. Большая часть фильма была снята в студийных декорациях. Для сцены сна Розмари художник-постановщик Джоэл Шиллер совместно с дизайнером Клемом Холлом создали настоящую Сикстинскую капеллу в квартире. Они работали акриловыми красками на холсте с гипсовой текстурой; воспроизведение четверти оригинальных картин заняло шесть недель и обошлось в 200 тысяч долларов.
Съёмки «Ребёнка Розмари» начались 21 августа 1967 года в Нью-Йорке. Они проходили в течение 56 дней, причём интерьеры снимались в Лос-Анджелесе, а экстерьеры — на Манхэттене. Перед началом съёмок актёры репетировали фильм как пьесу. Затем съёмочная группа переехала в Нью-Йорк для натурных съёмок. В первый день съёмок в «Дакоте» они снимали то, как Гай и Розмари приезжают в «Брэмфорд» и обнаруживают тело Терри на тротуаре. Элиа Казан жил буквально через дорогу и вышел посмотреть на съёмки; впоследствии он говорил, что счёл Полански слишком медлительным. Когда Фэрроу не захотела сниматься в сцене, в которой ошеломлённая и обеспокоенная Розмари шла по Пятой авеню через поток машин, Полански, смеясь, указал на подкладку под её платьем, благодаря которой она выглядела беременной, и заявил: «Никто не станет сбивать беременную женщину». Сцена была успешно снята; Полански сам следовал за актрисой, управляя ручной камерой, поскольку он был единственным, кто согласился это сделать.
В сцене изнасилования Кассаветис был обнажён, в отличие от Миа Фэрроу, Пэтси Келли и Рут Гордон в сцене шабаша — две последние были одеты в специальные костюмы. В большей части этой сцены вместо Фэрроу снималась дублёрша Линда Брюэртон. Когда сцена была снята, Клэй Тэннер, актёр, игравший Дьявола, слез с Фэрроу и вежливо заметил: «Мисс Фэрроу, я просто хочу сказать, что мне было очень приятно работать с вами». Некоторые дополнительные съёмки проходили в Плайя дель Рей в октябре 1967 года. Фэрроу вспоминала, что сцена сна, в которой её героиню будто укачивает на воде, снималась на судне возле острова Санта-Каталина. Кадры и фотографии со съёмок показывают, как хорошо Фэрроу и Полански ладили друг с другом, играли в пинг-понг на площадке, составляли «Таблицу Мии» — шутливый способ отслеживания технических достижений актрисы с помощью оценок. Фэрроу была по-детски очаровательна (или раздражительна), танцевала, рисовала, играла. Документальные кадры также показывают, насколько сосредоточенно режиссёр следил за процессом съёмок.
Хотя компания Paramount изначально согласилась потратить на фильм 1,9 миллиона долларов, съёмки затянулись и бюджет увеличился из-за скрупулёзного внимания Полански к деталям, в результате чего он делал в среднем до сорока дублей отдельных сцен, а на сцену в прачечной было затрачено пятьдесят два дубля. В ноябре 1967 года стало известно, что съёмки отстают от графика более чем на три недели. Плохая погода также замедлила съёмки в Нью-Йорке. График растянулся до четырнадцати недель, две из которых они провели в Нью-Йорке. Касл очень хотел, чтобы Полански был уволен из фильма. К возмущению Блудорна, Полански отказался от красного такси, присланного, чтобы отвезти Розмари на похороны Хатча, и задержал съёмки, пока кто-то не найдёт подходящее жёлтое нью-йоркское такси; подлинность деталей фильма была необходима режиссёру. Эванс разрешил спор с Каслом и руководителями, указав на качество материала, который отснял Полански. В итоге режиссёр превысил выделенный бюджет.
Более того, фильм вверг брак Синатры и Фэрроу в кризис. Синатра был недоволен сольной карьерой Фэрроу и хотел, чтобы она закончила побыстрее съёмки и присоединилась к нему. Они вместе должны были сниматься в фильме «Детектив» студии Fox в середине октября. Съёмки «Ребёнка Розмари» всё больше затягивались. Фэрроу должна была закончить работу к 14 ноября, а съёмки «Детектива» должны были начаться тремя днями позже. Синатра пригрозил, что отстранит Фэрроу от участия в фильме Полански и тем самым фактически закроет его. Съёмки были сорваны, когда в середине съёмочного процесса адвокат Синатры, Микки Рудин, вручил Фэрроу документы о разводе на глазах у актёров и съёмочной группы. Пытаясь спасти свои отношения, Фэрроу попросила Эванса освободить её от контракта, но он убедил её остаться в проекте после того, как показал ей часовой черновой монтаж и заверил, что она получит номинацию на «Оскар» за свою игру. Позднее Фэрроу сказала: «Я приложила все силы к оставшейся части фильма с таким рвением, которое обычно приберегают для молитвы». Речь шла о сцене, где Розмари в самом конце находит колыбель со своим сыном в окружении колдунов.
Также проблемы во время съёмок вызывал Джон Кассаветис. Полански начал сомневаться в способности актёра «выйти за рамки себя и сыграть другого человека». Кассаветис возражал против сцены, где Гай и Розмари занимаются любовью. Миа также не хотела сниматься в этой сцене, она опасалась реакции Синатры. Во время съёмок множество дублей, несомненно, расстраивало Кассаветиса, который не любил повторений и чувствовал, что актёры теряют свежесть и простор для отыгрывания эмоций. Каждый день он приходил на работу со свежими идеями относительно своей роли, и каждый день Полански отвергал их. Возможно, Кассаветис испытывал недовольство по поводу власти и знаменитости Полански, и ему не нравилось, что его собственная роль в фильме с течением времени уходила на задний план. Они спорили практически каждый день.
В декабре 1967 года актёры и съёмочная группа вернулись в Нью-Йорк, чтобы снять рождественскую сцену на Пятой авеню. Это было 6 декабря, и это была последняя сцена, которую они снимали. Окончательно съёмки были завершены 20 декабря 1967 года в Лос-Анджелесе.
При монтаже фильма Сэм О’Стин вырезал большинство внешних моментов — все те случаи, когда Розмари выходила за пределы квартиры, встречалась с друзьями, казалась свободной. За редким исключением, например, когда Розмари получает известие о смерти Хатча, почти в каждом кадре присутствует точка зрения героини: «Я выбирал ракурсы камеры, думая о Розмари и пытаясь передать, более или менее, её восприятие событий». Полански и Фрейкер снимали фильм таким образом, чтобы зрители старались видеть всё более чётко, персонажи иногда оказывались почти вне кадра, чтобы воспроизвести то, что могла бы увидеть сама Розмари: «большая часть фильма показана глазами Розмари». Пытаясь непосредственно передать восприятие героини, Полански, по собственным словам, часто ставил длинные, сложные сцены с использованием короткофокусных объективов, что требовало предельной точности в расположении камеры и актёров. В идеале объектив должен находиться на том же расстоянии от объекта съёмки, что и глаз условного наблюдателя. Сильное ощущение того, что зритель видит глазами Розмари, возникает чаще всего, когда люди говорят по телефону, или когда, моя посуду на кухне с Минни, Розмари видит дым сигарет, стелющийся из комнаты, где разговаривают Гай и Роман.

### Музыка
Фильм начинается с логотипа Paramount и резких фортепианных нот, а затем вступает колыбельная — «Sleep Safe and Warm». Музыку для фильма написал польский композитор, друг Романа Полански Кшиштоф Комеда. Вокальную партию в заглавной «колыбельной» фильма исполнила Миа Фэрроу. Комеда написал музыку ко всем ранним фильмам Полански, кроме «Отвращения» (1965). «Ребёнок Розмари» стал последним фильмом режиссёра, над которым работал Комеда. В ноябре 1968 года он поранил голову при падении. В течение нескольких недель казалось, травма не повлекла серьёзных последствий, но позже ему стало хуже. Комеда умер после операции в апреле 1969 года. Композиция «К Элизе» также часто используется в качестве фоновой музыки на протяжении всего фильма. Оригинальный саундтрек к фильму был выпущен в 1968 году на лейбле Dot Records. В 2014 году компания Waxwork Records выпустила саундтрек с оригинальных мастер-лент, в который вошли оригинальные работы Кшиштофа Комеды.

## Релиз
Премьера фильма состоялась 12 июня 1968 года в Нью-Йорке в кинотеатрах Criterion и Tower East. Сначала компания Paramount не знала, как продать фильм. Однако, используя слоган, придуманный Стивеном Франкфуртом, Paramount запустила кампанию, которая быстро стала классикой рекламы. На постере был изображён профиль Миа Фэрроу, стилизованный под горную гряду, крошечная детская коляска и визуально разбитая на две части надпись: «Молись за… Ребёнка Розмари». Рассказывали, что к финалу картины, когда зрители в кинотеатрах понимали, что их просили молиться за ребёнка Сатаны, они начинали свистеть и топать ногами.
Вскоре после премьеры Касл стал получать возмущённые и угрожающие письма, до пятидесяти штук в день. Выход фильма и его успех позволили Фэрроу немного отвлечься от переживаний, связанных с её разводом. Брак с Синатрой был расторгнут в августе 1968 года. Если раньше она была больше всего знаменита своим замужеством, то после успеха фильма её начали воспринимать уже как серьёзную актрису. Даже негативно настроенный по отношению к фильму рецензент Чаппетта понимал, что «игра Миа Фэрроу — главное достоинство фильма».
Премьера сокращённой версии фильма в Великобритании состоялась в кинотеатре Paramount на Нижней Риджент-стрит вечером в четверг 25 января 1969 года. Компания Paramount пригласила на премьеру несколько известных ведьм, несмотря на то, что первая из них потребовала пятьдесят фунтов стерлингов за привилегию присутствовать. Днём Полански показал фильм без сокращений приглашённой лондонской публике.

### Релиз на домашних носителях
DVD «Ребёнок Розмари», выпущенный в 2000 году компанией Paramount Home Video, содержит 23-минутный документальный фильм «Миа и Роман» режиссёра Шахроха Хатами, который был снят во время съёмок «Ребёнка Розмари». Фильм даёт представление о том, как Роман Полански руководил съёмочной группой на площадке. Хатами был иранским фотографом, который подружился с Полански и его женой Шэрон Тейт. Фильм «Миа и Роман» был первоначально показан в качестве промо-фильма в голливудском Lytton Center, а затем включён в DVD-диск «Ребёнок Розмари». 30 октября 2012 года The Criterion Collection впервые выпустила фильм на Blu-ray.
В России фильм выпускался на VHS компанией «Премьер Видеофильм», несколько раз на DVD — компаниями «DVD магия» и imageArt.

## Восприятие

### Сборы
Мировые сборы фильма составили 33 396 740 долларов. Фильм был признан кассовым успехом года и к началу 1969 года уже считался одним из пятидесяти самых кассовых фильмов всех времён. Он занял восьмое место в списке самых кассовых фильмов 1968 года. Paramount были настолько довольны успехом фильма, что договорились с Полански о двух проектах на этот и следующий год.

### Цензура
Национальный католический офис кинокомпаний (англ. The National Catholic Office for Motion Pictures) недолюбливал «Ребёнка Розмари», но запрещать фильм не стал из-за опасности сделать его ещё более популярным. В 1968 году организация признала нежелательными семнадцать фильмов, это больше чем за семь предыдущих лет вместе взятых; благодаря этому запрету интерес к данным фильмам, наоборот, сильно возрос. «Ребёнок Розмари» был запрещён к показу только в городе Сейлем.
В Великобритании проблем было больше. В прессе Джон Тревельян, секретарь Британского совета по классификации фильмов, предсказывал, что 1969 год будет «трудным годом для Британского совета киноцензоров»; «приливная волна одержимости сексом» уже на подходе. По его мнению, новая процедура «Рейтинг» даст американским кинопроизводителям возможность преодолеть «секс-барьер». Тревельян посмотрел фильм вместе с бароном Харлеком и решил, что его нужно сократить на 15 секунд. Признавая, что Полански был великим режиссёром, он считал, что «извращённый секс» в фильме может вызвать интерес к ведьмам и тем самым увеличить число людей, причисляющих себя к ним. Тревельян процитировал слова барона: «Не всем известно, что в Америке существует довольно много занятий такого рода». Урезанный фильм вышел в прокат и получил рейтинг «Х». Полански, который считал Тревельяна своим другом, ответил, что обряды были полностью вымышленными. Он заявил, что сожалел о цензуре и довольно резко сравнил её с «испанской инквизицией». В журнале Kinematograph Weekly Грэм Кларк предположил, что «цензурная реклама» дала фильму «резкий старт» и только привлекла зрителей.

### Критика
В основном высокую оценку получили сам фильм, режиссура и игра Фэрроу, в том числе от лучших рецензентов того времени — Эндрю Сарриса и Роджера Эберта, Полин Кейл и Пенелопы Джиллиат, а также писателя-фантаста Харлана Эллисона, который посчитал, что нет способа, которым можно было бы сделать фильм ещё лучше. Некоторым критикам популярность «Ребёнка Розмари» показалась явным свидетельством упадка общества. Для других фильм был циничным «наступлением на общепринятую мораль». В The Sunday People, обсуждая сцену изнасилования, Эрнест Беттс заявил: «Ни одна сцена, с которой я сталкивался в кино, не вызывает такого ужаса, как эта. Все эти разговоры о насилии и сексе, о которых говорит цензор, меркнут перед ней».
В своей рецензии для The New York Times Рената Адлер охарактеризовала картину как хоррор, но не страшный. По мнению критика, фильм, хотя и производит приятное впечатление, не выглядит удачным, когда затрагивает тёмные или духовные аспекты, он слишком правдоподобен: неприятное происшествие действительно могло случиться с Розмари у неё в доме, образ жизни молодых супругов или типажи их пожилых соседей вполне знакомы зрителю. Variety отмечает: «В „Ребёнке Розмари“, превосходной экранизации дьявольского романа Айры Левина, достигнуто несколько захватывающих рубежей. Сценарист и режиссёр Роман Полански одержал победу в своём первом фильме, снятом в США. Фильм приковывает внимание без явного насилия и жестокости… Фэрроу играет великолепно». The Monthly Film Bulletin отметил, что «после просчётов „Тупика“ и „Бала вампиров“» Полански «вернулся к богатой жиле „Отвращения“». В рецензии отмечается, что «Полански демонстрирует всё большую способность вызывать угрозу и откровенный ужас в привычной рутине (приготовление пищи и телефонные разговоры, в частности)», и Полански показал «своё превращение ловко рассчитанного триллера в серьёзное произведение искусства».
Фильм получил оценку «C» (Осуждается) от Римско-католического управления США по кинематографии не только за «несколько сцен обнажения», но главным образом из-за «извращённого использования в фильме фундаментальных христианских верований и насмешек над религиозными лицами и практиками». Фильм «Ребёнок Розмари» сравнивали с «Отвращением» и с «Психо» Хичкока. По мнению кинокритика Ивана Батлера, сходство с последним очевидно, но оно в основном поверхностное: например, схожесть Розмари с ножом в руке с маньяком из «Психо» в такой же позе, но фундаментально эти два фильма диаметрально противоположны. В «Психо» речь идёт о больном сознании в нормальном мире, по крайней мере, в нашем понимании нормы, пишет Батлер, а в «Ребёнке Розмари» — о нормальном сознании в больном мире. В фильме «Отвращение» разум главной героини Кэрол «распадается на части», у неё буквально галлюцинации. Это можно понять по сцене, в которой стена распадается на части, а уже в следующем кадре она на месте, и в сцене, когда из стен вырываются руки людей. Реальность в «Ребёнке Розмари» ни разу не разрушается, независимо от того, насколько неопределёнными могут казаться происходящие события.
Одной из сильных сторон фильма критики отмечают его актёрский состав: помимо исполнителей главных ролей, второстепенные роли исполнили «ключевые фигуры золотого века Голливуда».
На протяжении большей части фильма музыка Комеды представляет собой мрачную версию поп-музыки Генри Манчини. Это отчасти «прохладный джаз, отчасти призрачная тревога, музыка, переходящая от романтики к ужасу». Позже музыка переходит в диссонанс и почти невыносимое напряжение, когда Розмари бежит в свою квартиру, которая для неё кажется безопасным местом. Больше всего поражает колыбельная песня без слов, которой начинается и заканчивается фильм и которая столько раз переосмысливается и изменяется в промежутках. Колыбельная, которую поёт персонаж Фэрроу, возвращает нас как к материнскому комфорту, так и к жутким страхам, присущим царству детства.
Антон Лавей назвал фильм «лучшим коммерческим предприятием для сатанизма со времён инквизиции». Рэй Брэдбери писал: «Я вернулся посмотреть „Ребёнка Розмари“ в тот же вечер. Мне пришлось вернуться. Я имею в виду, что все должны это сделать».

## Анализ
«Ребёнок Розмари» увидел свет в момент культурных колебаний, сдвига в ценностях и понимании. Эта неразбериха отражается в фильме, в котором нет однозначного представления о колдовстве. На одном уровне, через саму Розмари и её друга Хатча, фильм сохраняет древнюю веру в то, что колдуны — это злые существа, причиняющие вред с помощью магии. Сами же колдуны используют всё более популярное в двадцатом веке прочтение, в котором они считают себя жертвами религии. Наиболее современной является точка зрения Гая, мужа Розмари, для которого колдовство не имеет значения, так или иначе, являясь просто аккуратным и морально безразличным способом достижения своих желаний.
В фильме представлены несколько тем, которые Полански исследовал в предыдущих фильмах. Одиночество: Розмари на протяжении всего фильма остаётся одна — сначала как католичка (пусть и заблудшая) среди насмешников (Гай и Кастеветы высмеивают религию, а сама Розмари отвернулась от своей католической семьи чтобы выйти замуж за Гая), а затем одна в своей борьбе с колдовскими силами, которые представляют угрозу её ребёнку. Временами она даже отдаляется от зрителей, которые, как правило, тесно связаны с ней. Благодаря предупреждению Хатча и, возможно, благодаря тому, что зрители сами могут предугадать ход событий, которые будут развиваться, они начинают верить в возможность колдовства раньше, чем Розмари. Для зрителей невозможно быть «заодно» с Розмари, пока она сама не поверит в это. Степень вовлечённости зрителей в происходящее с Розмари показывает силу зрительской реакции против доктора Хилла, когда он передаёт её Сапирштейну. По словам кинокритика Ивана Батлера Хилл стал «виновато-слепым учёным, напоминающим, по сути, Абронсиуса из „Бала вампиров“, но в обратном смысле — заменяющим высокомерную самоуверенность профессора или столь же неосведомлённую подхалимскую веру в человека, стоящего на следующей ступеньке лестницы, эксперта — результатом чего в каждом случае является катастрофа». Он почти готов поверить ей, пока не упоминается имя «великого человека» (Сапирштейна), и тогда он поспешно снимает с себя всю ответственность.
Ещё одной темой является реалистичная обстановка, в которой «что-то не совсем так»: замкнутое, клаустрофобное сообщество; активное значение предметов, талисманов, ножей, телефонов, полок и «невидимых» галстука и перчатки, которые являются средством уничтожения; наводящее на размышления использование еды и напитков; смещение баланса убеждений и неуверенность в том, что действительно реально, и, прежде всего, постоянное напоминание о макабрическом ужасе, скрывающемся за внешне нормальным. Этапы разрушения первоначального полного неверия Розмари в колдовство следуют за неуклонно усиливающимся и всё более убедительным давлением фактов на её сознание. Только в последние моменты фильма происходит реальное столкновение со «сверхъестественным». Розмари боялась, что её ребёнок будет использован в ритуалах группы эксцентриков, практикующих колдовство. В её сознании нет никаких подозрений, что она является избранным сосудом для рождения сына Сатаны. Поэтому её опасения вполне правдоподобны и оправданны, потому что на самом деле есть люди, которые занимаются такого рода деятельностью. Батлер пишет, что совершённые обряды также ужасают зрителей, как и саму Розмари. Весь фильм направлен на то, чтобы заставить нас поверить в эти последние мгновения. Сама же Розмари уже не нуждается во внушении.
Фильм проводит параллели с христианской традицией и представляет доказательства в пользу собственного мифа, который в своём контексте, по крайней мере, не менее обоснован. «История берёт традиционный христианский миф и облекает его в столь же традиционную сатанинскую маску. Миф фильма параллелен Новому Завету… Он трактует миф таким образом, что мы вынуждены принять его за буквальную правду».
Выдвигались предположения, что происходящее с Розмари нереально — «это всё в её голове». Но ни в книге, ни в фильме нет веских оснований для такого вывода: фильм Полански скорее описывает реальность. За исключением двух снов, ни одна часть фильма не является более или менее «реальной» в представлении, чем любая другая. Сам же Полански утверждал: «Я показываю людям нечто настолько очевидно неправдоподобное как колдовство. Вы уверены, что это неправда?». Батлер заключает, что не имеет значения, правда это или ложь, «важна только вера».
Майкл Ньютон назвал фильм «сказкой для взрослых», он обращает внимание на то, что фильм использует страхи взрослых, «особенно наш страх быть инфантилизированным». «Ребёнок Розмари» исследует тяжёлое положение замужней женщины, паранойю будущей матери. В фильме также отмечают критику «прогнившего современного общества», его лицемерие и «пустозвонство».
Нью-Йорк часто предстаёт в фильмах как место перерождения и свободы. Однако в фильме «Ребёнок Розмари» это зажатый город и место тайных преследований. Наполненная неясной угрозой начальная сцена фильма — один из немногих моментов, когда появляется городской контекст изолированного угнетения Розмари. Это также будет и последняя сцена в фильме, когда камера возвращается в конце на точку обзора над городом, где все истории людей кажутся равными, и никто не выделяется. «Ребёнок Розмари» — это также фильм о городе, это город обещаний для молодой женщины, хотя здесь эти обещания оказываются очень плохими. Теснота и замкнутость очаровывают Полански и играют ключевую роль в фильме. Фильмы режиссёра, от «Ножа в воде» до «Резни», часто воспроизводят безвыходные ситуации людей, закрытых друг от друга и находящихся в замкнутом пространстве. Квартира в данном случае оказывается микрокосмосом города. Внешнее почти исчезает.
«Ребёнок Розмари» — это одновременно и католический фильм, и картина, которая высмеивает католицизм. Левин и Полански были агностиками, и то, что фильм по сути свидетельствовал в пользу сверхъестественного, вызывало у них дискомфорт. Полански говорил в интервью, что ему «очень неловко снимать серьёзный фильм о дьяволе. Мне казалось, что это как-то глупо, поэтому я сделал его двусмысленным». Рената Адлер в газете The New York Time назвала фильм «в высшей степени серьёзной сказкой об утрате католической веры», в которой после смерти Бога происходит рождество тёмных сил. Как заметил Полански, признавая существование дьявола, следует признавать и существование Бога. «В мире, где нет веры, ведьмы остались единственными верующими, и всё, что Розмари может сделать для сохранения своей веры, — это поверить в них», — заключает Майкл Ньютон. Фильм разделяет двойственность богохульства: переворачивание или извращение священного, тем не менее, предполагает существование священного, которое оно опошляет. Пародия производна от жизни Бога и следует за ней, как и смерть Бога, о которой говорится в фильме. «Бог мёртв» означает нечто совсем иное, чем «Бога нет и никогда не было». Однако некоторые, в том числе и Полански, считают, что в фильме высмеивается религия как таковая. В одном из интервью режиссёр заявил следующее: «Я хочу сказать, что люди погружаются в суеверия и чёрную магию только тогда, когда разочаровываются в своих собственных религиях». Религия ведьм — это просто другая религия. Айра Левин признавался, что первой заметкой для будущей книги была фраза «переворачивание мифа о Христе».
Три фильма Романа Полански — «Отвращение», «Ребёнок Розмари» и «Жилец» составляют условно называемую «квартирную трилогию» режиссёра. Фильмы не имеют сюжетной связи друг с другом, их объединяет то, что большую часть фильма действие происходит в квартирах. Также лейтмотивом всех этих фильмов является двойственность и неоднозначность происходящего. В каждом из трёх фильмов главный герой сталкивается с серьёзной психологической проблемой, которая в той или иной степени влияет на восприятие окружающего мира главным героем.

### Изнасилование
Изнасилование, находящееся в центре фильма, — это самый яркий способ совершения ритуалов контроля и подчинения. Критик Майкл Ньютон писал, что самая сильная сцена насилия в фильме — это инсценировка насилия. То, что оно происходит во сне, который может быть, а может и не быть сном, одновременно делает сцену более терпимой и привносит сюрреализм, что усиливает ужас. От «Отвращения» до «Тэсс», изнасилование занимает центральное место во многих фильмах Полански. Его более поздний фильм на оккультную тему — «Девятые врата» (1999) — повторяет сцену изнасилования Розмари, только в этот раз насилию подвергается мужчина, герой Джонни Деппа, а дьявола с зелёными глазами играет Эмманюэль Сенье. Снова и снова в фильмах режиссёра изнасилование действует как инициирующая трансгрессия, двигатель повествования. Изнасилование делает Розмари уязвимой; это самый яркий пример стремления сюжета навязать ей пассивность. Левин предполагает, что изнасилование забирает «только её тело, без души, сущности или всего того, что предположительно любил [Гай]». Жертва изнасилования не вызывает сомнений, а вот кто преступник — вопрос открытый. Действительно, весь фильм крутится вокруг вопроса о том, кто изнасиловал Розмари. Некоторые, кто смотрел фильм, вообразили, что насильник — это Гай в гриме. Изначально, по сценарию Полански, насильник — это не Сатана, а Гай «в костюме из грубых кожаных доспехов». Если насильник действительно Сатана, то эта сцена напоминает скотоложство: дьявол, который берёт её, является в равной степени животным и человеком; в романе Левина во время акта Розмари чувствует, что пенис «Гая» больше, чем обычно. Дьявол здесь одновременно меньше и больше, чем человек, зверь и дух; как удивляется Розмари: «Мне снилось, что кто-то насилует меня. Я не знаю — кто-то нечеловеческий». Для смысла фильма кажется жизненно важным, что Сатана, который насилует её, должен быть таким животным. «Это не духовный акт зачатия, а нечто мерзкое, чисто физическое, проявление грубой силы и воли», — заключает Ньютон.

## Наследие

### Признание
После премьеры фильма была снята целая серия других фильмов, сфокусированных на сатанинских культах и чёрной магии, включая «Братство Сатаны» (1971), «Печать Дьявола» (1970), «Чёрный полдень» (1971) и «Кровь на когтях Сатаны» (1971). Самыми знаменитыми из продолжателей сатанинской темы в кино стали «Изгоняющий дьявола» (1973) и «Омен» (1976). Автор Дорин Вальенте, специализирующаяся на колдовстве и оккультизме, писала в своей книге «Колдовство в прошлом и настоящем» (англ. An An ABC of Witchcraft: Past and Present), что «Ребёнок Розмари» был одним из основных источников влияния, который привёл людей к «увлечению тёмными областями оккультизма».
Сцена, в которой Розмари насилует Сатана, заняла 23 место в списке «100 самых страшных моментов в кино» по версии Bravo. В 2010 году газета The Guardian назвала фильм вторым по значимости фильмом ужасов всех времён. В 2014 году Библиотека Конгресса США признала фильм «культурно, исторически или эстетически значимым» и отобрала его для сохранения в Национальном реестре фильмов. По версии Американского института киноискусства фильм занимает 9-е место в списке 100 самых остросюжетных американских фильмов за 100 лет.
Автор Майкл Ньютон в своей книге о создании «Ребёнка Розмари» называет картину одним из «величайших фильмов конца 1960-х годов и одним из лучших фильмов ужасов» в целом. Джон Кассаветис, исполнивший роль Гая, заявил: «Это самая жестокая и ненасильственная картина, в которой я когда-либо работал. От неё веет таинственностью, ужасом и жутью, при этом там ни разу никого не ударили».

### В культуре
Фильм быстро проник в массовую культуру: в январском номере журнала MAD за 1969 год на обложке была надпись «Ребёнок Розмари». В начале 1969 года на премьере фильма «Волосы» в Лос-Анджелесе актёры несли плакат с надписью «Никсон — это ребёнок Розмари». Фильм вдохновил английскую группу Deep Purple написать песню «Why Didn’t Rosemary?» для своего третьего альбома 1969 года, после того как группа посмотрела фильм во время гастролей по США в 1968 году. В тексте песни задаётся вопрос: «Почему Розмари никогда не принимала таблетки?». Фильм был спародирован в 1996 году в эпизоде «Satan, Darling» сериала «Розанна». В американском ситкоме «Парки и зоны отдыха» зловещего гинеколога Генри Уинклера называют доктор Саперстейн. Якобы вскоре после выхода фильма появилась порно-пародия под названием Rosemary’s Beaver, а слоган фильма гласил: «Молитесь за киску Розмари» (англ. pray for Rosemary’s pussy). Существовал ли фильм или нет, достоверно неизвестно. Существует французская рок-группа Rosemary’s Baby, а американская рок-группа Comes with the Fall (рус. Приходит с падением) выбрала в качестве названия цитату из фильма.
Антон Лавей говорил: «„Ребёнок Розмари“ сделал для нас то же, что „Рождение нации“… сделало для Ку-клукс-клана… Я никогда не понимал, что может сделать фильм. Помню, я читал, что на премьере фильма Гриффита „Рождение нации“ в южных городах появились плакаты о наборе в ККК. Я смеялся, потому что на премьере фильма „Ребёнок Розмари“ в фойе висели плакаты Церкви Сатаны».
Через 30 лет после выхода романа Левин написал его продолжение, «Сын Розмари» (1997). В конце романа в стиле «Алисы в стране чудес» оказывается, что сюжеты первого романа, фильма и продолжения были не более чем сном. Гай и Розмари по-прежнему лежат в постели и ещё не переехали в новый многоквартирный дом. Всё это было нереально, и ничего не происходило на самом деле.

### Сиквел и ремейки
В телевизионном фильме 1976 года «Что случилось с ребёнком Розмари» Патти Дьюк снялась в роли Розмари Вудхаус, а Рут Гордон повторила свою роль Минни Кастевет. В фильме появился взрослый Эндрю/Адриан, пытающийся заслужить своё место Антихриста. Критики и зрители не одобряли сиквел, и с годами его репутация ухудшилась. Фильм не связан с продолжением романа «Сын Розмари».
Ремейк «Ребёнка Розмари» планировалось снять в 2008 году. Предполагаемыми продюсерами были Майкл Бэй, Эндрю Форм и Брэд Фуллер. Но работа над концепцией новой адаптации была отложена, так как продюсеры со сценаристами так и не пришли к общему решению. В январе 2014 года компания NBC сняла четырёхчасовой мини-сериал «Ребёнок Розмари» с Зои Салданой в роли Розмари. Мини-сериал был снят в Париже под руководством Агнешки Холланд.
В 2016 году фильм был неофициально переснят в Турции под названием Alamet-i-Kiyamet.
Короткометражный фильм «Её единственный живой сын» (англ. Her Only Living Son) из антологии ужасов «XX» 2017 года является неофициальным продолжением этой истории.
В марте 2021 года начались работы по съёмке приквела «Квартира 7А».

## Награды и номинации
| Премия                                      | Категория                                     | Номинанты                                                            | Результат | Ссылки  |
| ------------------------------------------- | --------------------------------------------- | -------------------------------------------------------------------- | --------- | ------- |
| Оскар                                       | Лучшая женская роль второго плана             | Рут Гордон                                                           | Победа    | [ 62 ]  |
| Оскар                                       | Лучший адаптированный сценарий                | Роман Полански                                                       | Номинация | [ 62 ]  |
| BAFTA                                       | Лучшая женская роль                           | Миа Фэрроу                                                           | Номинация | [ 124 ] |
| Давид ди Донателло                          | Лучший иностранный режиссёр                   | Роман Полански                                                       | Победа    | [ 62 ]  |
| Давид ди Донателло                          | Лучшая иностранная актриса                    | Миа Фэрроу                                                           | Победа    | [ 62 ]  |
| Loews Theatres Inc.                         | Лучший режиссёр                               | Роман Полански                                                       | Победа    | [ 62 ]  |
| International Show-ARama Award              | Режиссёр года                                 | Роман Полански                                                       | Победа    | [ 62 ]  |
| Screen Writers Annual Award                 | Лучший сценарий                               | Роман Полански                                                       | Победа    | [ 62 ]  |
| Гильдия режиссёров Америки                  | Лучшая режиссура художественного фильма       | Роман Полански                                                       | Номинация | [ 125 ] |
| Премия Эдгара Аллана По                     | Лучший фильм                                  | Роман Полански                                                       | Номинация | [ 62 ]  |
| Fotogramas de Plata                         | Лучший исполнитель роли в иностранном фильме  | Миа Фэрроу                                                           | Победа    | [ 126 ] |
| Французский синдикат кинокритиков           | Лучший иностранный фильм                      | Роман Полански                                                       | Победа    | [ 127 ] |
| Золотой глобус                              | Лучшая женская роль — драма                   | Миа Фэрроу                                                           | Номинация | [ 128 ] |
| Золотой глобус                              | Лучшая женская роль второго плана — кинофильм | Рут Гордон                                                           | Победа    | [ 128 ] |
| Золотой глобус                              | Лучший сценарий                               | Роман Полански                                                       | Номинация | [ 128 ] |
| Золотой глобус                              | Лучшая музыка к фильму                        | Кшиштоф Комеда                                                       | Номинация | [ 128 ] |
| Хьюго                                       | Лучшая постановка                             | Роман Полански (режиссёр/сценарий) и Айра Левин (оригинальный роман) | Номинация | [ 129 ] |
| Награды ассоциации кинокритиков Канзаса     | Лучший актёр второго плана                    | Сидни Блэкмер                                                        | Победа    | [ 130 ] |
| Награды ассоциации кинокритиков Канзаса     | Лучшая женская роль второго плана             | Рут Гордон                                                           | Победа    | [ 130 ] |
| Laurel Awards                               | Лучшая драма                                  | Лучшая драма                                                         | Номинация | [ 131 ] |
| Laurel Awards                               | Лучшее женское драматическое исполнение       | Миа Фэрроу                                                           | Номинация | [ 131 ] |
| Laurel Awards                               | Лучшее женское исполнение второго плана       | Рут Гордон                                                           | Номинация | [ 131 ] |
| Национальный реестр фильмов                 | Национальный реестр фильмов                   | Национальный реестр фильмов                                          | Inducted  | [ 132 ] |
| Online Film & Television Association Awards | Зал славы — кинофильм                         | Зал славы — кинофильм                                                | Победа    | [ 133 ] |
| Photoplay Awards                            | «Золотая медаль»                              | «Золотая медаль»                                                     | Победа    | [ 134 ] |
| Премия Гильдии сценаристов США              | Лучший американский сценарий драмы            | Роман Полански                                                       | Номинация | [ 135 ] |